# خیار عیب
خیار عیب که به آن خیار نقیصه نیز می‌گویند یکی از انواع خیار در فقه و حقوق اسلامی است که بر اساس آن در صورت معیوب بودن شیء مورد معامله خریدار حق برهم زدن معامله را دارد. به عبارت دیگر این خیار در جایی ایجاد می‌گردد که مشتری کالایی را که معیوب است، خریداری کرده‌است. خیار عیب ویژه عین معین است.

## مفهوم عیب
دربارهٔ مفهوم عیب گفت‌وگو بسیار شده‌است. مشهور فقها معتقد هستند که «هر فزونی و کاستی از اصل خلقت عیب است».
به گفتهٔ برخی دیگر از فقیهان «در محصولات ساخت بشر، خارج شدن از مجرای طبیعی با فزونی یا کاستی عیب است». گروهی دیگر نقص در مرتبه متوسط را عیب نامیده‌اند. ناصر کاتوزیان با توجه به جمع این چند نظر معتقد است: «عیب، نقصی است که از ارزش کالا یا انتفاع متعارف آن بکاهد». در تعریف حسن امامی عیب عبارت است از «زیادتی یا نقصان جزء یا صفت شیئی است نسبت به نوع خود». بر مبنای نظر لنگرودی «کمی و کاست یا زیادی و فزونی که برخلاف عادت و متعارف در چیزی یا حیوانی عیب است».
بر مبنای مادهٔ ۴۲۶ قانون مدنی تشخیص عیب بر حسب عرف و عادت می‌شود و بنابراین ممکن است بر حسب ازمنه و امکنه (زمان‌ها و مکان‌ها) مختلف شود.

## شرایط خیار عیب
طبق قانون، خیار عیب وقتی برای مشتری ایجاد می‌شود که عیب پنهان باشد و عیب در زمان عقد وجود داشته باشد.
بنابراین قانون‌گذار دو شرط را برای خیار عیب مؤثر قرار داده‌است:
۱. مخفی بودن عیب، زمانی است که مشتری به وجود عیب جاهل باشد اعم از این که این عدم علم ناشی از آن باشد که عیب واقعاً مستور بوده‌است یا این‌که ظاهر بوده ولی مشتری ملتفت آن نشده‌است.
۲. موجود بودن عیب حین عقد، هر چند عیب باید در زمان بیع وجود داشته باشد اما با این وجود ۳ استثناء در این مورد وجود دارد.
- عیبی که بعد از بیع و قبل از قبض در مبیع حادث شود در حکم عیب سابق است.[۱۳]
- اگر عیب حادث بعد از قبض در نتیجه عیب قدیم باشد، مشتری حق رد (زیان دیده از خیار عیب برخوردار است) را نیز خواهد داشت.[۱۴]
- عیبی که بعد از قبض و در زمان خیار مختص مشتری ایجاد شود در حکم عیب سابق است و مشتری از خیار عیب برخوردار است.[۱۵]

## مطالبه اَرش
در خیار عیب زیان‌دیده ۲ اختیار دارد.
- زیان دیده می‌تواند برای جبران زیان خود تمام قرارداد را فسخ کند؛
- زیان‌دیده می‌تواند عقد را قبول نماید و مابه‌التفاوت قیمت مبیع معیوب با قیمت مبیع سالم که در اصطلاح به آن آرش گفته می‌شود، مطالبه کند.[۱۶]

### مواردی که مشتری نمی‌تواند بیع را فسخ و فقط می‌تواند ارش بگیرد
1. در صورت تلف شدن مبیع نزد مشتری یا منتقل‌کردن آن به غیر.
2. در صورتی که تغییری در مبیع پیدا شود اعم از این‌که تغییر به فعل مشتری باشد یا نه.
3. در صورتی که بعد از قبض مبیع، عیب دیگری در آن حادث شود مگر این‌که در زمان خیار مختص به مشتری حادث شده باشد که در این صورت مانع از فسخ و رد نیست.[۱۷]